# Tiszakécske
Tiszakécske város Bács-Kiskun vármegyében, a Tiszakécskei járás székhelye a Tisza partján.

## Fekvése
Tiszakécske teljes közigazgatási területe a Tisza folyó jobb partján helyezkedik el. A szomszédos települések észak felől, az óramutató járása szerint haladva: északon Jászkarajenő, északkeleten Tiszajenő, keleten (a Tisza túlpartján) Nagyrév, délkeleten Tiszainoka és Tiszakürt, délen Tiszaug (utóbbi három ugyancsak a bal parton), délnyugaton Lakitelek, nyugaton Szentkirály, északnyugaton pedig Kocsér.

## Megközelítése

### Közúton
A várost elkerülik a főutak, csak négy és öt számjegyű közutak húzódnak a területén. Budapest felől több útvonalon is elérhető, de két fő megközelítési iránya van: a 4-es főút és az M4-es autóút felől Cegléd, illetve az M5-ös autópálya felől Kecskemét érintésével. Cegléd felől Nagykőrösig a 441-es főúton, majd onnan a 4601-es úton haladva, Kecskemét felől pedig előbb a 44-es főúton, majd pedig vagy Szentkirály érintésével a 4623-as, vagy Lakiteleknél letérve a 4625-ös úton érhető el.
Kisebb jelentőségű, a várost a szomszédos településekkel összekapcsoló utak még a Jászkarajenőtől idáig húzódó 4615-ös út, illetve a nagyrévi kompátkelőig vezető 46 325-ös és a tiszainokai révhez vezető, de előtte még a városközpont keleti részén is végighúzódó 46 327-es számú mellékutak.

### Vasúton
Vonattal a MÁV 145-ös számú Kecskemét–Szolnok-vasútvonalán érhető el, amelynek négy megállási pontja van a város közigazgatási területén. Szolnok felől haladva előbb Óbög megállóhely, majd Újbög vasútállomás – előbbi a városhoz tartozó Tiszabög település északi, utóbbi a déli szélén –, majd a városközpontban Tiszakécske vasútállomás, végül Kerekdomb városrészben Kerekdomb megállóhely. Az újbögi állomás és a kerekdombi megálló egyaránt a 4625-ös út közvetlen közelében található, az óbögi megálló közúti elérését egy önkormányzati út biztosítja, a nagyállomást pedig a 4601-es útból kiágazó, 46 326-os számú mellékút szolgálja ki.

## Címere
A címer alakja álló pajzs, melyet hullámos ezüst színű pólya oszt két részre. A felső zöld mezőben kétlábon jobb felé ágaskodó villásfarkú arany oroszlán található, amely jobb mancsában vágásra emelt kézfejvédős görbe kardot, bal mancsában lefelé fordított hegyű nyílvesszőt tart. A kék pajzstalpon egymás fölött ellentétes irányban két ezüst hal úszik. (A címerben az oroszlán és a halak a régi kécskei pecsétek motívumai a történelmi örökséget idézik. A hullámos pólya a Tiszát jelképezi.)

## A Tisza
Tiszakécske kiemelkedő turisztikai-, idegenforgalmi vonzástényezője a Tisza. A települést 22,5 km hosszan határolja a folyó. A partot galériaerdők szegélyezik, melyek a Közép-Tiszai Tájvédelmi körzet részei. Számos védett növény- és állatfaj talál itt menedéket magának.

## Története
A régészeti eredmények alapján Tiszakécske területén már közel másfélezer évvel ezelőtt lakott település nyomai találhatók. A település növekedése és faluvá szerveződése az ezt követő időszakban (a 11., 12., 13. század) indul meg. A tatárjárás idején a lakosság számbeli növekedése meggyorsult. A Vatikán irattárában őrzött egyházi tizedjegyzék tesz először említést a faluról Cechke írásmóddal, 1332-ben.
A lassú növekedésnek induló falu a török uralom alatt gyakorlatilag elpusztult. A 17. században a Rákóczi szabadságharc leverése után a nagyabonyi közbirtokosság kapta meg a területet. Ők Nógrád és Hont vármegyékből zömmel katolikus vallású családokat telepítettek a faluba. Az új telepesek lakóhelye a régi Kécske nagyobb kiterjedésű elhagyott része lett (Újkécske), ahol a földet „taksások” művelték.
A betelepítést követően a régi kécskeiek etnikai, vagyoni, vallási viszonyainak eltérő volta alapján a jövevényektől elkülönültek és elnevezték magukat ókécskeieknek. Valójában ezzel elkezdődött a falu lakosságának lakóhelyi (Ókécske és Újkécske), etnikai (szlovákok és magyarok), gazdasági (taksások és telkes jobbágyok), vallási (református és katolikus) elkülönülése. Így a régi egységes település kettészakadt, amit az 1867-es törvény közigazgatásilag is szentesített.
1887-ben készült el a település határán húzódó vasútvonal. Újkécske fejlődésének kedvezett, hogy a törvényhatósági kövesutak (Szolnok, Kiskunfélegyháza, Nagykőrös) Újkécskén keresztül vezettek.
A századfordulótól kezdve töretlenül fejlődött a település a két világháborúig, ahol közel 500-an haltak meg. 1950-ben egyesült a két település Tiszakécske néven. 1956-ban a városközpontban egy magyar vadászrepülő a békésen tüntető tömeg közé lőtt, ami 17 ember életét követelte. 1986-ban a település városi rangot kapott. Ezután dinamikus fejlődés vette kezdetét, mely az 1990-es évek elejéig tartott. Annak köszönhetően a településen az általános iskolák mellett gimnázium és szakiskola is helyet kapott. Tiszakécske napjainkban is fejlődik.

## Közélete

### Polgármesterei
- 1990–1992: Szíjj László (nem ismert)[3][4]
- 1992–1994: Tóth Dezső (nem ismert)[5]
- 1994–1998: Csernus Ferenc (MSZP)[6]
- 1998–2002: Kovács Ernő (Fidesz-FKgP-KDNP-MDF-VP)[7]
- 2002–2006: Kovács Ernő (Fidesz-MDF-Kisgazda Polgári Egyesület)[8]
- 2006–2010: Kovács Ernő (Fidesz)[9]
- 2010–2014: Kovács Ernő (Fidesz)[10]
- 2014–2019: Tóth János (Fidesz)[11]
- 2019–2024: Tóth János (Fidesz-KDNP)[12]
- 2024– : Tóth János (Fidesz-KDNP)[1]

## Népessége
A település népességének változása 1960 óta:
2001-ben a város lakosságának 99%-a magyar, 1%-a egyéb (főként cigány) nemzetiségűnek vallotta magát.
A 2011-es népszámlálás során a lakosok 87,2%-a magyarnak, 1,1% cigánynak, 0,8% németnek, 0,2% románnak mondta magát (12,6% nem nyilatkozott; a kettős identitások miatt a végösszeg nagyobb lehet 100%-nál). A vallási megoszlás a következő volt: római katolikus 44,8%, református 10,7%, görögkatolikus 0,2%, evangélikus 0,1%, felekezeten kívüli 17,2% (25,7% nem nyilatkozott).
2022-ben a lakosság 89,2%-a vallotta magát magyarnak, 1% cigánynak, 0,6% németnek, 0,3% románnak, 0,1-0,1% bolgárnak, ukránnak, szerbnek és lengyelnek, 2,2% egyéb, nem hazai nemzetiségűnek (10,5% nem nyilatkozott; a kettős identitások miatt a végösszeg nagyobb lehet 100%-nál). Vallásuk szerint 28,2% volt római katolikus, 8,3% református, 0,3% evangélikus, 0,3% görög katolikus, 0,8% egyéb keresztény, 0,9% egyéb katolikus, 17% felekezeten kívüli (43,9% nem válaszolt).

## Tisza-parti Termálfürdő

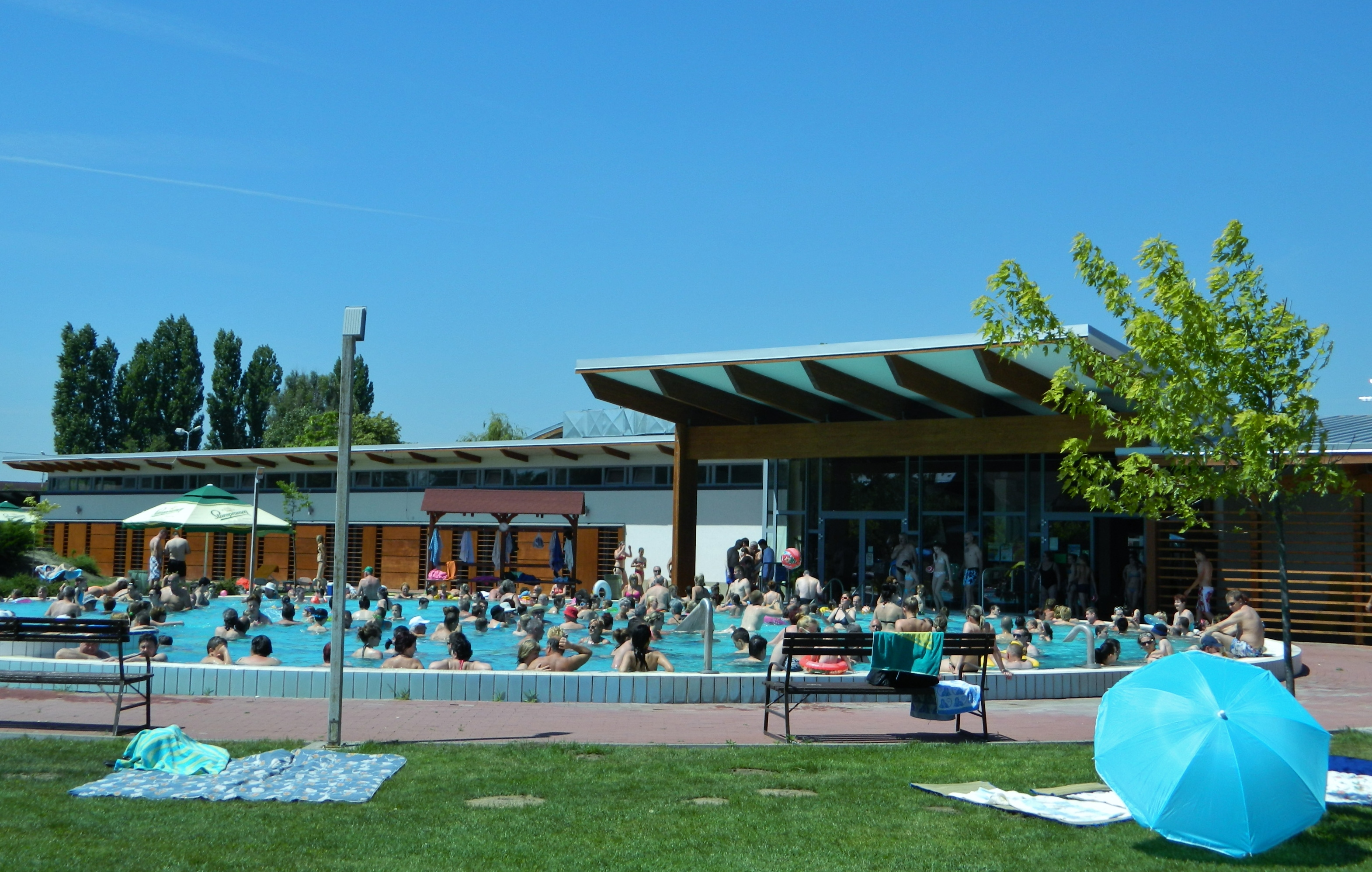

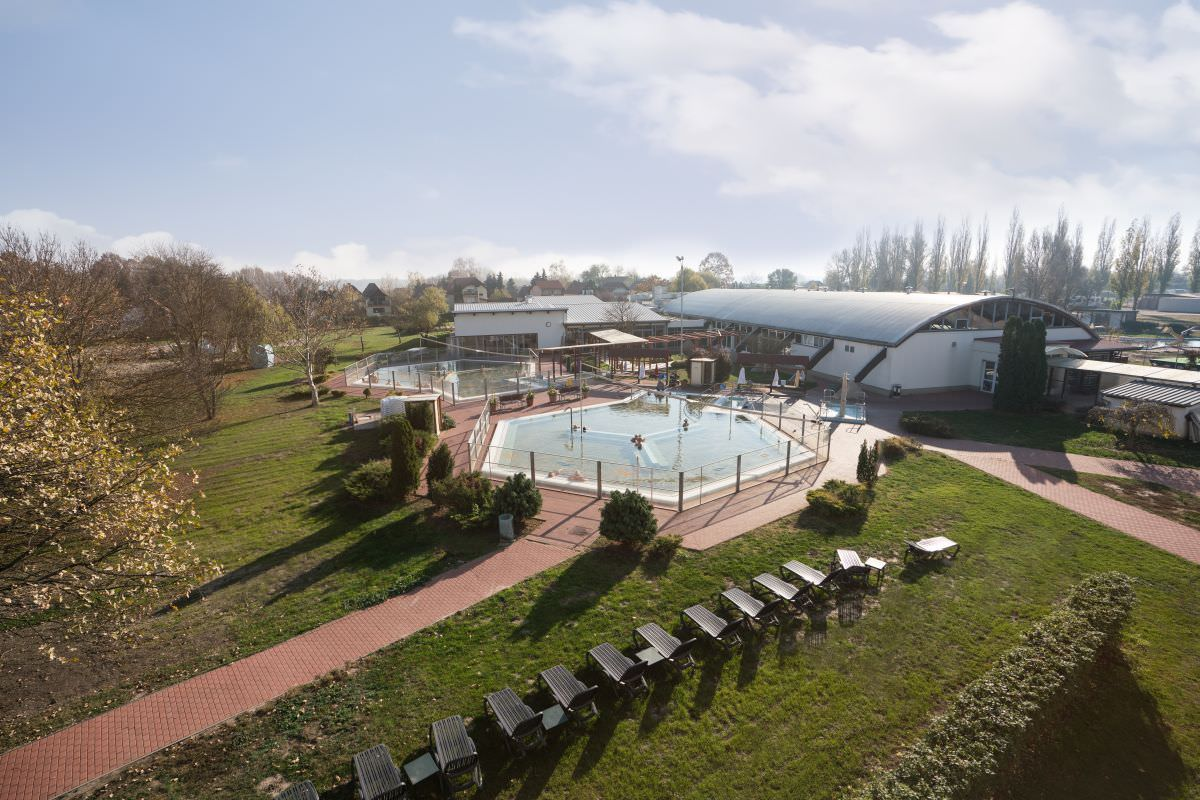
Barack Resort Fürdő

A Tiszához közel található fürdő 2001-től felújított, kibővített szolgáltatásokkal várja az idelátogató vendégeket. A nátrium-hidrogénkarbonátos hévíz, amely jelentős metakovasavat és fluoridot tartalmaz, 1344 m mélyről 52 °C-on feltörő gyógyvíz, számos panasz enyhítésére megfelelő. A gyógyvíz reumatikus, ízületi, mozgásszervi megbetegedésekre, műtétek utáni rehabilitációkra, nőgyógyászati problémák gyógyítására alkalmas. A fürdő télen is várja a vendégeket.
A termálvizet a medencékben naponta cserélik, amikor is egy patakba engedik, amely a Tiszába folyik bele.
A városhoz tartozó Kerekdombon (a központtól kb. 5 km-re délnyugatra) szintén található termálfürdő.

## Nevezetességei
- Tiszakécskei Gyermekvasút
- Római katolikus templom

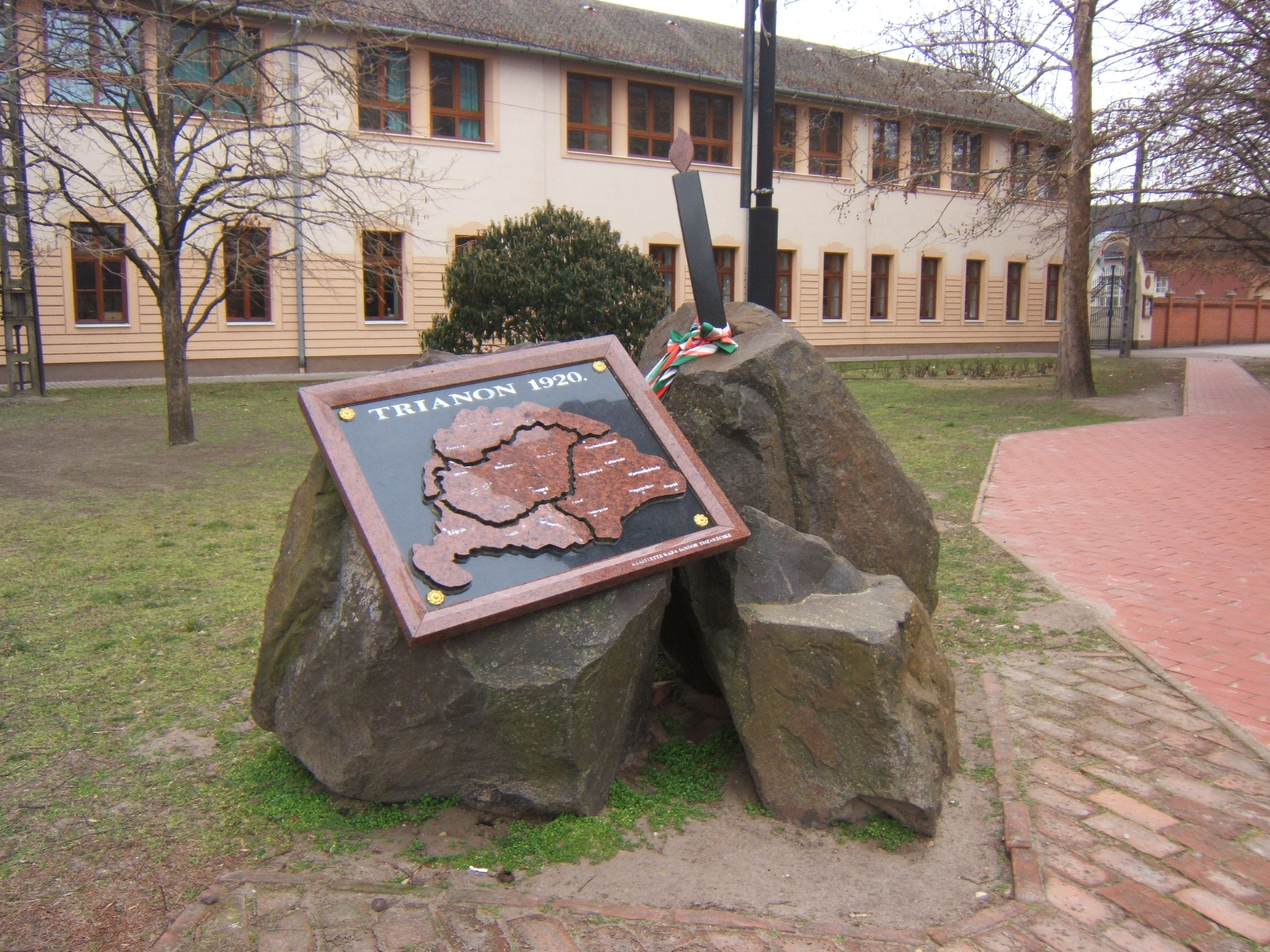
A Trianon-emlékmű

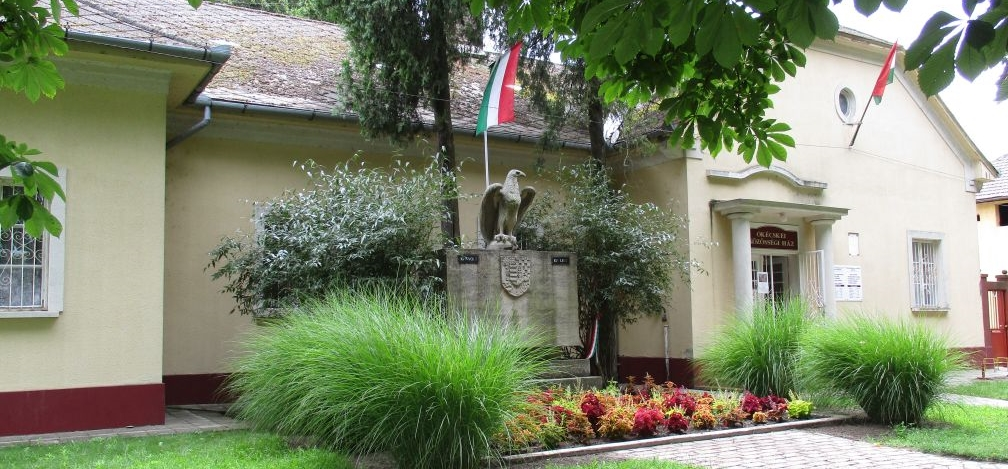
Az ókécskei közösségi ház

- Neogótikus stílusú református templom
- Számos jellegzetes szecessziós lakóház található itt.
- Szent István-lovasszobor[16]
- Országzászló, emlékmű és kopjafa az 1956-os sortűz helyszínén
- Körforgó
- Nádirigó tanösvény, a Holt-Tisza part mentén[17]
- Trianon-emlékmű az ókécskei templom mellett

## Népzene
Népzenei hagyományokat őriz a Dűvő Citerazenekar (2015 előtt: Kék Nefelejcs Citerazenekar; anno 1996), a Tubarózsa Citerazenekar (2009) és a Boróka Citerazenekar.
A népzene kedvelőinek lehetőségük nyílik a Tisza-Folk Alapítvány által rendezett népzenei táborba jelentkezni, amely 1 héten keresztül tart érdekes programokkal ének, zenetanulással várja a jelentkezőket.
A népzene mellett nagyon fontos szerepet játszik a hagyományok őrzésében a "Nagy-Tisza Néptánccsoport" (2009), akik színvonalas táncaikkal öregbítik városunk hírnevét szerte az országban és a környező országokban egyaránt.[forrás?]

## Híres tiszakécskeiek
- Gyerekkorában Ókécskén élt Szabolcska Mihály költő.
- A városban élt Böszörményi Gyula író.
- Itt él Buda Ferenc költő.
- Itt (Újkécskén) született Szilágyi Pál (Schwarz) ortopéd és baleseti sebész.
- Itt (Újkécskén) született Buglya Sándor Balázs Béla-díjas filmrendező.
- Itt született Hegedűs Béla református esperes, aki 25 évig lelkésze volt a református gyülekezetnek.
- Itt született Hegedűs Zoltán Jászai Mari-díjas színész.
- Itt (Újkécskén) született Lovas Edit magyar színházi rendező, a Békés Megyei Jókai Színház igazgatója (1973–1977).
- Itt született Seres Ferenc olimpiai-, világ- és Európa-bajnoki bronzérmes magyar birkózó. Nyolcszoros magyar bajnok.
- Itt született Szíjj László magyar nagyvállalkozó, üzletember, az ország 4. leggazdagabb embere.
- Itt él és alkot Gyalai Béla festőművész.

## Testvérvárosok
- Lübbecke, Németország
- Gyimesfelsőlok, Székelyföld
- Vaassen, Hollandia [forrás?]